# 恋してムーチョ
「恋してムーチョ」（こいしてムーチョ）は、日本のバンドTUBEの19枚目のシングルである。1994年7月1日発売。発売元はソニー・ミュージックレコーズ。

## 概要
- 前作から2ヶ月ぶりとなるシングル。
- 今作品は前作「夏を抱きしめて」よりも40万枚ほどセールスが伸びなかった。（総売上枚数50万枚）
- 翌年発売のアルバム『ゆずれない夏』には収録されず、オリジナルアルバム未収録曲となったが、翌々年発売のベストアルバム『TUBEst II』にてアルバム初収録となった。
- カップリング曲「好きなのに」は本作のCDが廃盤になって以降、長い間アルバム未収録で入手困難な状況が続いたが、2025年6月28日に各配信サイトでのダウンロード配信及びサブスクリプション配信が開始された[2]。

## 収録曲
| 全作詞: 前田亘輝、全作曲: 春畑道哉、全編曲: TUBE。 |                                       |          |            |      |
| #                                                  | タイトル                              | 作詞     | 作曲・編曲 | 時間 |
| 1.                                                 | 「恋してムーチョ」                    | 前田亘輝 | 春畑道哉   | 4:20 |
| 2.                                                 | 「好きなのに」                        | 前田亘輝 | 春畑道哉   | 4:09 |
| 3.                                                 | 「恋してムーチョ (Original Karaoke)」 | 前田亘輝 | 春畑道哉   | 4:20 |
| 合計時間:                                          | 合計時間:                             | 12:49    |            |      |

## 収録アルバム
- TUBEst II (#1)
- MIX TUBE-Remixed by Piston Nishizawa- (#1、ミックスバージョン)
- Best of TUBEst 〜All Time Best〜 (#1)
- 35年で35曲 “夏と恋” ～夏の数だけ恋したけど～（#1、リミックス）
- All Singles TUBEst -Blue- (#1)

## タイアップ
恋してムーチョ
- フジテレビ系『なるほど!ザ・ワールド』エンディングテーマ
- ファミリーマート「サマーキャンペーン」CMソング

## 参加ミュージシャン
- 小野塚晃(DIMENSION)：キーボード
- 勝田かず樹(DIMENSION)：サクソフォーン
- 河合伸哉(米米CLUB)：トロンボーン
- 沓野行秀(Riding)：パーカッション
- 木幡光邦：トランペット
- 下神竜哉(米米CLUB)：トランペット
- 牧穂エミ：コーラス

## タイアップ
恋してムーチョ
- フジテレビ系「なるほど!ザ・ワールド」エンディングテーマ
- ファミリーマート「サマーキャンペーン」CMソング